# Lista światowego dziedzictwa UNESCO w Gruzji
Lista światowego dziedzictwa UNESCO w Gruzji – lista miejsc w Gruzji wpisanych na listę światowego dziedzictwa UNESCO, ustanowionej na mocy Konwencji w sprawie ochrony światowego dziedzictwa kulturowego i naturalnego, przyjętej przez UNESCO na 17. sesji w Paryżu 16 listopada 1972 i ratyfikowanej przez Gruzję 4 listopada 1992 roku. 
Obecnie (stan w 2021 roku) na liście znajdują się cztery obiekty dziedzictwa kulturowego.
Na gruzińskiej liście informacyjnej UNESCO – liście obiektów, które Gruzja zamierza rozpatrzyć do zgłoszenia do wpisu na listę światowego dziedzictwa, znajduje się 14 obiektów (stan w roku 2020). 

## Obiekty wpisane na listę światowego dziedzictwa UNESCO
Poniższa tabela przedstawia gruzińskie obiekty na liście światowego dziedzictwa UNESCO:
Nr ref. – numer referencyjny UNESCO;
Obiekt – polskie tłumaczenie nazwy wpisu na liście  wraz z jej angielskim oryginałem;
Położenie – miasto, region; współrzędne geograficzne;
Typ – klasyfikacja według Komitetu Światowego Dziedzictwa:
- kulturowe (K),
- przyrodnicze (P),
- kulturowo–przyrodnicze (K,P);

Rok wpisu – roku wpisu na listę;
Opis – krótki opis obiektu wraz z informacjami o jego zagrożeniu.
| Nr ref. | Obiekt                                                              | Zdjęcie | Położenie                                                                              | Typ           | Rok       | Opis |
| ------- | ------------------------------------------------------------------- | ------- | -------------------------------------------------------------------------------------- | ------------- | --------- | --- |
| 708     | Miasto-muzeum Mccheta Historical Monuments of Mtskheta              |         | Mccheta Mccheta-Mtianetia 41°50′32,1″N 44°43′15,8″E/41,842264 44,721044                | K (iii), (iv) | 1994      | Kościoły w Mcchecie, dawnej stolicy królestwa Gruzji, cenny przykład średniowiecznej architektury sakralnej w regionie Kaukazu |
| 709     | Górna Swanetia Upper Svaneti                                        |         | Czażaszi Uszguli Megrelia-Górna Swanetia 42°54′53,2″N 43°00′29,8″E/42,914781 43,008281 | K (iv), (v)   | 1996      | Bardzo dobrze zachowane średniowieczne miasteczka, nad którymi górują domy-baszty. |
| 710     | Monastyr Gelati Gelati Monastery                                    |         | Kutaisi Imeretia 42°17′41″N 42°46′06″E/42,294722 42,768333                             | K (iv)        | 1994 2017 | Zabudowania monastyru Gelati wzniesione między XII i XVII w., z wieloma dobrze zachowanymi mozaikami i malowidłami ściennymi. Do 2017 roku wpis obejmował także katedrę Bagrata, której przebudowa wprowadziła nieodwracalne zmiany, co było podstawą do usunięcia jej z listy. |
| 1616    | Lasy deszczowe i mokradła Kolchidy Colchic Rainforests and Wetlands |         | Guria Megrelia-Górna Swanetia Adżaria 41°42′08,2″N 41°57′04,3″E/41,702278 41,951200    | P (ix),(x)    | 2021      | |

## Obiekty na gruzińskiej Liście Informacyjnej UNESCO
Poniższa tabela przedstawia obiekty na gruzińskiej Liście Informacyjnej UNESCO:
Nr ref. – numer referencyjny UNESCO;
Obiekt – polskie nazwa obiektu wraz z jej angielskim oryginałem na gruzińskiej Liście Informacyjnej;
Położenie – miasto, rejon; współrzędne geograficzne;
Typ – klasyfikacja według zgłoszenia:
- kulturowe (K),
- przyrodnicze (P),
- kulturowo–przyrodnicze (K,P);

Rok wpisu – roku wpisu na Listę Informacyjną;
Opis – krótki opis obiektu wraz z informacjami o jego zagrożeniu.
| Nr ref. | Obiekt                                               | Zdjęcie | Położenie | Typ                                             | Rok  | Opis |
| ------- | ---------------------------------------------------- | ------- | --- | ----------------------------------------------- | ---- | ---- |
| 5221    | Katedra Alawerdi                                     |         | Kachetia 42°01′56,9″N 45°22′37,7″E/42,032478 45,377144                                                          | K (iv), (vi)                                    | 2007 |      |
| 5222    | Twierdza Ananuri                                     |         | Mccheta-Mtianetia 42°09′49,8″N 44°42′10,8″E/42,163833 44,703000                                                 | K (iii)                                         | 2007 |      |
| 5224    | Kompleks monasterów Dawit Garedża                    |         | Kachetia 41°26′50,3″N 45°22′35,4″E/41,447300 45,376500                                                          | K (i), (ii), (iii), (iv), (v), (vi), (vii), (x) | 2007 |      |
| 5225    | Stanowisko archeologiczne hominidów w Dmanisi        |         | Dolna Kartlia 41°19′46,1″N 44°12′27,0″E/41,329475 44,207500                                                     | K (iii), (v)                                    | 2007 |      |
| 5226    | Cerkiew Świętych Archaniołów i wieża zamkowa w Gremi |         | Kachetia 42°00′07,5″N 45°39′35,8″E/42,002072 45,659936                                                          | K (ii), (iii)                                   | 2007 |      |
| 5227    | Cerkiew Kwetera                                      |         | Kachetia 42°03′22,1″N 45°05′58,2″E/42,056128 45,099514                                                          | K (iii), (iv)                                   | 2007 |      |
| 5228    | Tuszetia                                             |         | Kachetia 42°22′00″N 45°37′00″E/42,366667 45,616667                                                              | K,P (iv), (v), (vii), (x)                       | 2007 |      |
| 5229    | Katedra w Nikorcmindzie                              |         | Racza-Leczchumi i Dolna Swanetia 42°27′33,8″N 43°05′16,1″E/42,459400 43,087800                                  | K (ii), (iv)                                    | 2007 |      |
| 5230    | Katedra w Samtawisi                                  |         | Wewnętrzna Kartlia 42°00′22,9″N 44°24′32,2″E/42,006350 44,408950                                                | K (iv)                                          | 2007 |      |
| 5232    | Szatili                                              |         | Chewsuretia Mccheta-Mtianetia 42°39′36″N 45°09′36″E/42,660000 45,160000                                         | K (v)                                           | 2007 |      |
| 5233    | Stare Miasto w Tbilisi                               |         | Tbilisi 41°41′28,8″N 44°48′26,9″E/41,691319 44,807483                                                           | K (ii), (iii), (iv), (v), (vi)                  | 2007 |      |
| 5234    | Uplisciche                                           |         | Wewnętrzna Kartlia 41°58′00″N 44°12′25″E/41,966667 44,206944                                                    | K (ii), (iii), (iv), (v)                        | 2007 |      |
| 5235    | Wani                                                 |         | Wani Imeretia 42°05′04,3″N 42°30′12,2″E/42,084525 42,503386                                                     | K (ii), (iii), (vi)                             | 2007 |      |
| 5236    | Wardzia — Chertwisi                                  |         | Samcche-Dżawachetia 41°22′52,3″N 43°17′03,1″E/41,381194 43,284183 41°28′46,4″N 43°17′09,2″E/41,479567 43,285894 | K,P (ii), (iii), (iv), (v), (vi), (vii)         | 2007 |      |